# Filipino Star
Le Filipino Star est un journal mensuel publié à Montréal, Canada, fondé en 1982. Rédigé principalement en anglais, mais également en filipino et en français, il est destiné à la communauté philippine du Québec et du Canada. 
Fondateur : Bert Abiera qui a arrêté de publier le journal en novembre 1997. En avril 1998, il a vendu ce journal à Zenaida Ferry-Kharroub qui est la Directrice de la publication et rédactrice en chef et elle a nommé le journal North American Filipino Star pour faire connaître la différence entre l'ancien journal et le nouveau
Selon le National Ethnic Press and Media Council of Canada, sa diffusion moyenne est de 5 000 exemplaires par mois.

## La presse écrite destinée à la communauté philippine du Canada
- Atin Ito, édité à Toronto depuis 1976.
- Balita News, édité à Toronto depuis 1978.
- Filipiniana, édité à Toronto depuis 1980.
- Filipino Forum, édité à Montréal depuis 1991.
- Filipino Journal, édité à Winnipeg depuis 1986.
- Filipino Star, édité à Montréal depuis 1982.
- Newstar Tribune, édité à Vancouver depuis 1989.
- Philippine Chronicle, édité à Vancouver depuis 1988.
- Philippine Connection, édité à Winnipeg depuis 1992.
- Philippine Reporter, édité à Toronto depuis 1988.
- Philippine Horizons, édité à Edmonton depuis 1991.
- Pahayagan, édité à Ottawa depuis 1993.